# Magnetic Telegraph company
La Magnetic Telegraph company est l'une des deux premières compagnies américaines de télégraphe électrique, fondée le 15 mai 1845 à New York en même temps que la Henry O'Rielly Contract & Co, créée la même année à Philadelphie par le scientifique Henry O'Rielly. Elle construit la ligne allant de New York à Washington. L'une de ses autres déclinaisons est la New York and Boston Magnetic Telegraph, au nord de New York.

## Histoire
La ligne a été construite en plusieurs étapes. Le premier tronçon, d'une longueur modeste, relie Washington à sa voisine Baltimore grâce à la subvention votée l'année précédente par le congrès. Il reste alors moins de distance jusqu'à Philadelphie. Cette dernière est reliée à New York en 1844. Les premiers clients sont les courtiers des deux bourses et deux ans apr̠ès la ligne est rentable. Son capital de 15 000 dollars a été souscrit pour moitié par Samuel Morse et ses associés. En 1845 Morse embauche Amos Kendall, l’ex-ministre des postes d’André Jackson, comme agent pour partir à la recherche d’éventuels acheteurs de son système de télégraphe. Kendall réunit dès le printemps un petit groupe d’investisseurs qui apportent un capital de 15 000 dollars, sous forme de 150 actions de 100 dollars, pour former la "Magnetic Telegraph Company". 
De nombreuses autres compagnies se créent pour utiliser des licences du brevet. La société déploie sa première ligne commerciale entre Washington et New York au printemps 1846. L’un des utilisateurs de licences Morse, Francis Ormand Jonathan Smith a participé à la construction. 
Juste après, Francis Ormand Jonathan Smith, achève la construction d'une autre ligne, entre New York et Boston, qu'il appelle la "New York and Boston Magnetic Telegraph". Elle ouvre le 27 juin 1846, au moment où l'autre ligne, celle qui va vers le sud, arrive à Baltimore, plus très loin de Washington. 
Le "New York Télégraph Act de 1848" va ensuite modifier la donne en favorisant la création de nouvelles sociétés de télégraphe, libres de pratiquer les prix qu'elles souhaitent, et en donnant la possibilité aux médias d'utiliser la première ligne disponible, et d'avoir une priorité pour la transmission de nouvelles d'intérêt général. Comme le "Banking Act" de 1838 dans la même ville, il a stimulé la concurrence. New York a été le premier état à légiférer contre les monopoles du télégraphe et d'autres ont suivi. Selon les historiens, le "New York Télégraph Act de 1848" a créé un nouvel environnement politique, qui a incité les opérateurs télégraphiques à coopérer avec les chemins de fer pour abaisser leurs coûts et plus seulement valoriser la propriété des brevets Morse.
Les autres utilisateurs des brevets Morse sont Leonard Gale et Alfred Vail.